# Hôtel Babut
Pour les articles homonymes, voir Babut.
L'hôtel Babut, bâti au XVIIIe siècle, est situé 9-11 rue Villeneuve à La Rochelle, en France. L'immeuble a été inscrit au titre des monuments historiques en 2013.

## Historique
L'hôtel particulier a appartenu à la famille Babut, banquiers rochelais.
Le bâtiment est inscrit au titre des monuments historiques par arrêté du 2 août 2013.